# بني مهيوب (كحلان عفار)

تعديل مصدري - تعديل

بني مهيوب هي إحدى قرى عزلة الدقيمي بمديرية كحلان عفار التابعة لمحافظة حجة، بلغ تعداد سكانها 23 نسمة حسب تعداد اليمن لعام 2004.